# آلسیو گیرگی
آلسیو گیرگی (انگلیسی: Alessio Girgi؛ زادهٔ ۱ آوریل ۲۰۰۰) بازیکن فوتبال اهل ایتالیا است.